# Pietra Marazzi
Pietra Marazzi – miejscowość i gmina we Włoszech, w regionie Piemont, w prowincji Alessandria.
Według danych na styczeń 2010 gminę zamieszkiwało 913 osób przy gęstości zaludnienia 116,6 os./1 km².